# مایکلا هرمانسون
مایکلا هرمانسون (انگلیسی: Michaela Hermansson؛ زادهٔ ۹ فوریهٔ ۱۹۹۰) بازیکن فوتبال اهل سوئد است.